# Cheschwan
Cheschwan (hebräisch חשון, kurz für Marcheschwan מרחשון) ist der zweite Monat nach dem „bürgerlichen“ jüdischen Kalender und der achte Monat nach dem „religiösen“ Kalender. Die Länge des Monats beträgt regulär 30 Tage; durch Schaltregeln in verminderten Jahren nur 29 Tage. Verglichen mit dem gregorianischen Kalender schwankt der Beginn des Monats Cheschwan zwischen Mitte Oktober und Mitte November, was damit zusammenhängt, dass der jüdische Kalender kein Solarkalender wie der gregorianische, sondern ein Lunisolarkalender ist. Der 1. Cheschwan ist der zweite Neumondtag („roš chodeš“).
„Marcheschwan“ stammt vom akkadischen (W)araḫ samnu ab und bedeutet schlicht „Achter Monat“, was darauf hinweist, dass zur Zeit der Übernahme akkadischer Monatsbezeichnungen in die jüdische Tradition während des babylonischen Exils noch der alte judäische Kalender in Gebrauch war, bei welchem der Jahresanfang im Monat Nisan liegt. In der Tradition wurde „Mar“ als Präfix missverstanden bzw. umgedeutet, sodass die Kurzform „Cheschwan“ entstand. „mar“, das hebräische Wort für „bitter“, bezog man darauf, dass kein Fest in diesen Monat fällt. Davon ausgenommen sind jedoch die äthiopischen Juden, welche am 29. des Monats das Fest der Übergabe der Tora am Sinai (Sigd) feiern.
Im Tanach taucht die Bezeichnung „(Mar)Cheschwan“ nicht auf, stattdessen ist vom achten Monat bzw. „Monat Bul“ die Rede (z. B. 1 Kön 6,38 ). Die Bedeutung dieses Namens ist unklar. Mögliche Ableitungen beziehen sich auf Belila/בלילה, das Bereiten des Viehfutters, oder Jevul/יבול, den Ernteertrag.

## Referenzen und Fußnoten
1. ↑  Eine ähnliche Entwicklung betrifft die Monatsnamen September, Oktober, November und Dezember, welche nicht mehr – wie ihre Namen nahelegen – den 7.–10. Monat bezeichnen, sondern aufgrund der Änderung des Jahresanfangs den 9.–12. Monat.